# Peltocoleops ohokhojensis
Peltocoleops ohokhojensis is een keversoort uit de familie buitelkevers (Eucinetidae). De wetenschappelijke naam van de soort werd in 1990 gepubliceerd door Ponomarenko.